# Kloster St. Gabriel (München)

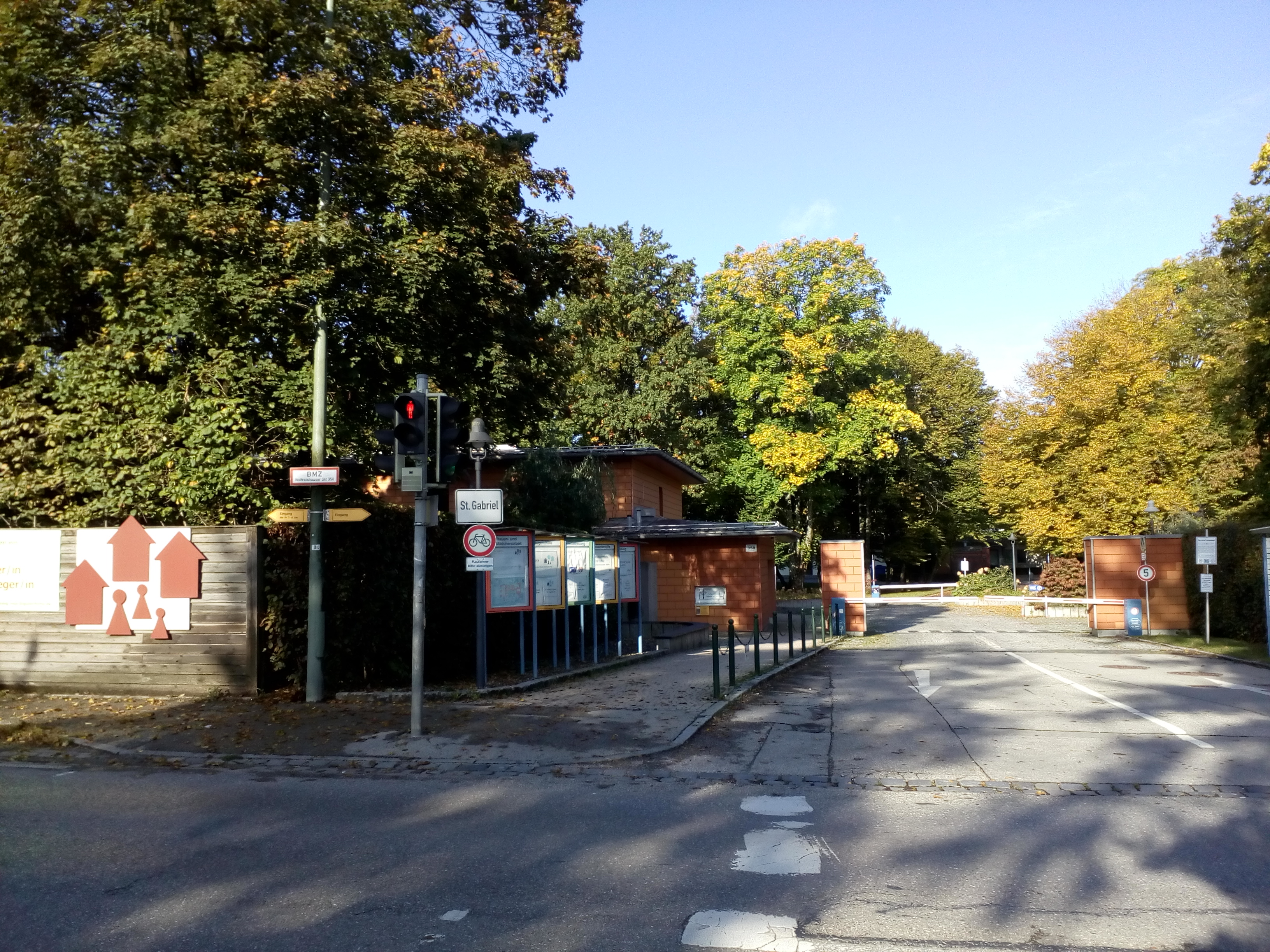
Kloster St. Gabriel, Pforte

Das Kloster St. Gabriel gehört zur Kongregation der „Schwestern vom Guten Hirten“. Es befindet sich im südlichsten Münchner Stadtteil Solln in direkter Nachbarschaft zum Gut Warnberg.

## Allgemeines
Gründerin der „Schwestern vom Guten Hirten“ war Maria Euphrasia Pelletier. Sie wurde 1796 auf der französischen Insel Noirmoutier geboren. 1835 wurde die Kongregation „Unserer Frau von der Liebe des Guten Hirten“ als ein selbstständiger Orden bestätigt. 1868 gab es 16 Ordensprovinzen mit 110 Häusern.

## Kloster

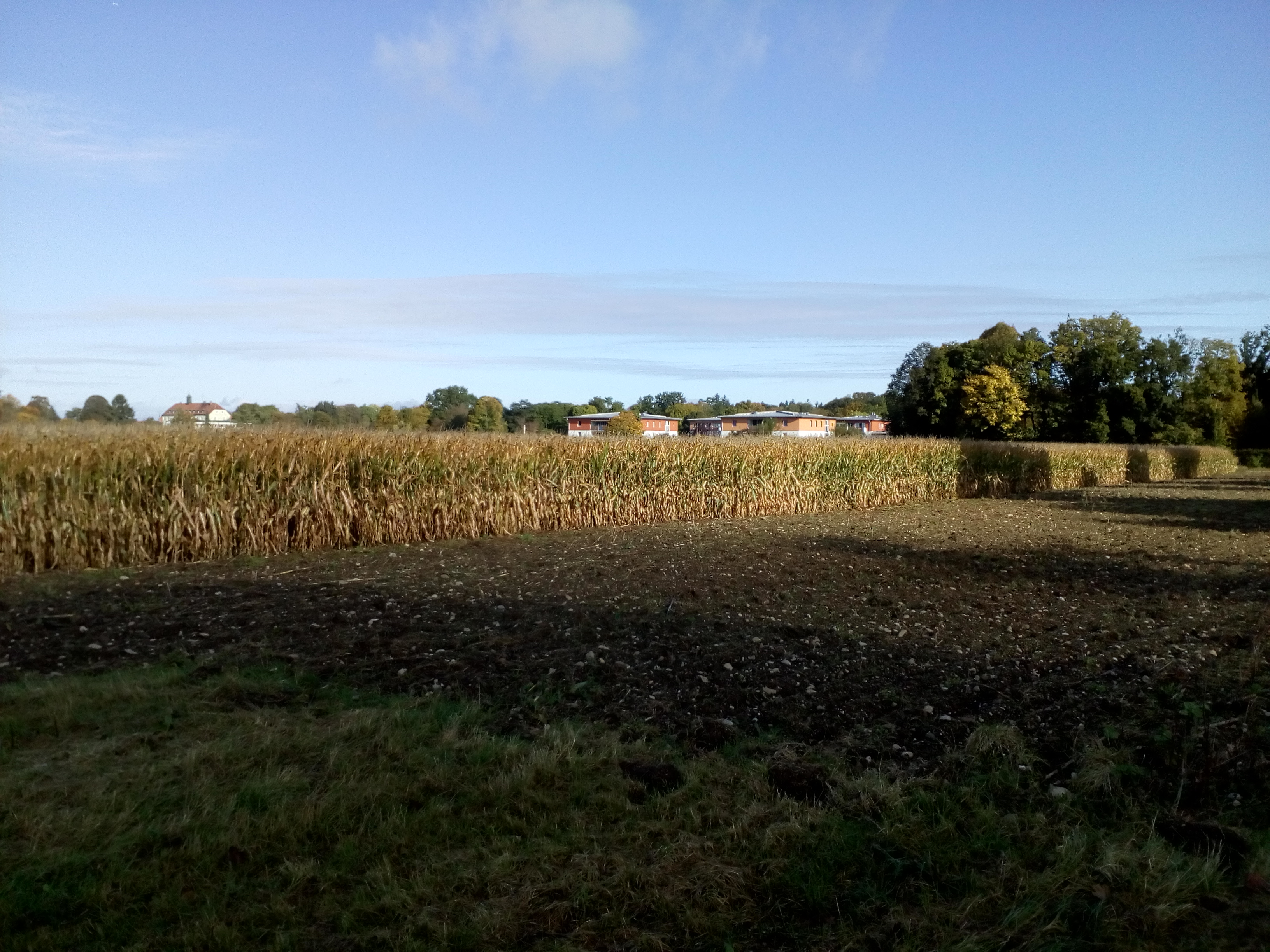
Ansicht von Süden von der Wolfratshauser Straße, links daneben das Gut Warnberg

Die Gründung des Klosters in München erfolgte 1840 von drei Ordensschwestern. Es war das erste Kloster der Hirtenschwestern in Deutschland. König Ludwig I. stellte ein altes Gelände mit einem verfallenen Schloss (Preysingschloss) am Ende der heutigen Preysingstraße in Haidhausen zur Verfügung. 1843 wurde der erste Gottesdienst in der neu erbauten neugotischen Kirche gefeiert. Bereits 1844 gab es 26 Ordensschwestern. Am 30. Oktober 1965 zogen die Schwestern ins neue Kloster St. Gabriel in der Wolfratshauser Straße.

## Jugendhilfe
Der Jugendhilfebereich in St. Gabriel besteht aus Haus Debora, der konzeptionell zum Haus Debora gehörenden Krippe und dem separat geführten Kinderhaus. Dieses ist seit Herbst 2011 eine Außenstelle der Einrichtung Schloss Zinneberg in Glonn.
Daneben betreibt die Blindeninstitutsstiftung auf dem Gelände eine Zweigstelle des Blindeninstituts München. Kinder und Jugendliche mit Sehbehinderung und Mehrfachbehinderung besuchen hier die Maria-Ludwig-Ferdinand-Schule des Blindeninstituts. Daneben bestehen mehrere Gruppen einer Heilpädagogischen Tagesstätte und eines 5-Tage-Internats.

## Besonderes
In München war die erste Babyklappe, welche zur anonymen Babyabgabe dienen, diejenige von St. Gabriel. Vor Ort sind außerdem ein Mutter-Kind-Heim (inkl. großem Spielplatz), eine Volkshochschule, ein Klosterfriseur sowie ein Haus, in dem sich Schwestern vor allem minderjährigen Müttern zuwenden und zur Seite stehen.